# 尖頭窗翅葉蟬
尖頭窗翅葉蟬（学名：Mileewa sharpa）为葉蟬科窗翅葉蟬屬下的一个种。